# Хвильове рівняння
Хвильове́ рівня́ння — рівняння, яке описує розповсюдження хвиль у просторі.
Хвильове рівняння є зазвичай рівнянням другого порядку у часткових похідних гіперболічного типу, хоча існують хвильові рівняння інших порядків та інших типів.
У одновимірному випадку хвильове рівняння записується так:
{\displaystyle {\frac {\partial ^{2}u}{\partial x^{2}}}-{\frac {1}{s^{2}}}{\frac {\partial ^{2}u}{\partial t^{2}}}=0,}
де u — невідома функція, яка описує хвилю, x — просторова координата, t — час, s — фазова швидкість поширення хвилі.

## Розв'язки
Хвильові рівняння мають багато можливих розв'язків. Реалізація того чи іншого із них залежить від граничних та початкових
умов: від того, як хвиля народилася, які перешкоди зустрічає на своєму шляху тощо.
Загальний розв'язок хвильового рівняння подається суперпозицією функцій типу
{\displaystyle u=u_{0}\cos(kx-\omega t-\varphi ),}
де {\displaystyle u_{0}} — амплітуда хвилі, k — хвильове число, ω — циклічна частота, {\displaystyle \varphi } — фаза хвилі.
Хвильове число та частота зв'язані між собою дисперсійним співвідношенням
{\displaystyle k={\frac {\omega }{s}}}

## Інші типи хвильових рівнянь
Вільна частка описується у квантовій механіці рівнянням Шредінгера. Це рівняння параболічного типу, проте комплексне.
Дисперсійне співвідношення у ньому зв'язує енергію частки із її хвильовим вектором.
У релятивістській квантовій механіці використовуються рівняння Дірака, рівняння Клейна-Гордона тощо. Ці рівняння теж описують поширення хвиль, тож належать до групи хвильових рівнянь.